# Gäddtjärnen (Arvidsjaurs socken, Lappland, 727704-164663)
Gäddtjärnen är en sjö i Arvidsjaurs kommun i Lappland och ingår i Byskeälvens huvudavrinningsområde.